# Campylaspis nitens
Campylaspis nitens är en kräftdjursart som beskrevs av Bonnier 1896. Campylaspis nitens ingår i släktet Campylaspis och familjen Nannastacidae. Inga underarter finns listade i Catalogue of Life.